# Jennifer Weiner
Jennifer Weiner (DeRidder, 28 marzo 1970) è una scrittrice, giornalista e produttrice televisiva statunitense.

## Biografia
Jennifer Weiner nasce in Louisiana, dove il padre lavorava come medico per l'esercito degli Stati Uniti. Ha una sorella e due fratelli minori. Trascorre la propria infanzia a Simsbury, nel Connecticut. Il suo primo romanzo, Brava a letto, ha lievi tratti autobiografici in quanto la protagonista del romanzo, Cannie Shapiro, ha diverse cose in comune con l'autrice: i genitori di entrambe si lasciano quando la figlia ha 16 anni e la madre di entrambe si dichiara lesbica a 55 anni. A 17 anni, Jennifer Weiner si iscrive all'Università di Princeton dove si laurea nel 1991 in letteratura inglese summa cum laude.
Nel 1992 pubblica il suo primo racconto, Tour of Duty.
Al termine degli studi, collabora prima con il giornale dello State College in Pennsylvania, per il quale cura una rubrica che poi proseguirà al Lexington Herald-Leader in Kentucky. Successivamente lavora presso il Philadelphia Inquirer dove fa la reporter. Durante tale rapporto, continua comunque a pubblicare articoli anche per altre riviste e giornali. Nel 2001 esce il suo primo romanzo, Brava a letto. Il suo secondo romanzo, A letto con Maggie, viene pubblicato nel 2002 e da esso viene tratto nel 2005 il film In Her Shoes - Se fossi lei con Cameron Diaz, Toni Collette e Shirley MacLaine. Anche i romanzi successivi riscuotono un certo successo e vengono pubblicati in 36 nazioni differenti.
Oltre all'attività di scrittrice, Jennifer Weiner è produttrice per la ABC Family per la quale cura la sitcom State of Georgia. Sceneggia il pilot della serie, che narra la storia di una donna sovrappeso che sogna di diventare una stella di Broadway. La serie viene trasmessa nell'estate del 2011 ed è stata interrotta dopo 12 puntate.
Jennifer Weiner è sposata e madre di due figli.

## Opere
- Brava a letto (Good in Bed) - 2001
- A letto con Maggie (In Her Shoes) - 2002
- Letto a tre piazze (Little Earthquakes) - 2004
- Buonanotte Baby (Goodnight Nobody) - 2005
- Racconti di letto (The Guy Not Taken) - 2006
- Certe ragazze (Certain Girls) - 2008 - Seguito di Brava a letto
- L'altra storia di noi (Best Friends Forever) - 2009
- Vicino, sempre più vicino (Fly Away Home) - 2010
- Poi sei arrivato tu (Then Came You) - 2011
- La prima cosa bella (The Next Best Thing) - 2012

In Italia i suoi libri sono pubblicati da Edizioni Piemme.